# Concert du nouvel an 1967 à Vienne
Le concert du nouvel an 1967 de l'orchestre philharmonique de Vienne, qui a lieu le 1er janvier 1967, est le 27e concert du nouvel an donné au Musikverein, à Vienne, en Autriche. Il est dirigé pour la 13e fois consécutive par le chef d'orchestre autrichien Willi Boskovsky.
Johann Strauss II y est toujours le compositeur principal, mais son frère Josef est représenté avec quatre pièces, et leur père Johann clôt le concert avec sa célèbre Marche de Radetzky.
Seules deux pièces sur les dix-sept au total sont jouées pour la première fois au concert du nouvel an.

## Programme
Les pièces suivies d'un astérisque (*) sont jouées pour la première fois.

### Première partie
1. Johann Strauss II : ouverture de l'opérette Cagliostro in Wien
2. Josef Strauss : Verliebte Augen, polka française, op. 185
3. Josef Strauss : Aus der Ferne, polka-mazurka, op. 270
4. Josef Strauss : Dynamiden, valse, op. 173
5. Josef Strauss : Vélocipède, polka rapide, op. 259*
6. Johann Strauss II : Wiener Bonbons, valse, op. 307
7. Johann Strauss II : marche d'ouverture de l'opérette Der Zigeunerbaron, sans numéro d'opus

### Deuxième partie
1. Johann Strauss II : Leichtes Blut, polka rapide, op. 319
2. Johann Strauss II et Josef Strauss : Pizzicato-Polka, polka
3. Johann Strauss II : Morgenblätter, valse, op.279
4. Johann Strauss II : Tik-Tak, polka rapide, op. 365
5. Johann Strauss II : Du und Du, valse, op. 367*
6. Johann Strauss II : csárdás du Chevalier Pásmán, op. 441
7. Johann Strauss II : Tritsch-Tratsch-Polka, polka rapide, op. 214
8. Johann Strauss II : Perpetuum mobile. Ein musikalischer Scherz, scherzo, op. 257

### Rappels
1. Johann Strauss II : Le Beau Danube bleu, valse, op. 314
2. Johann Strauss : Marche de Radetzky, marche, op. 228